# Don't Nod
Don't Nod Entertainment, nota come Dontnod Entertainment fino al 2022, è un'azienda francese dedita allo sviluppo di videogiochi con sede nella città di Parigi, fondata nel 2008 da Alain Damasio.
L'azienda ha iniziato la propria attività con lo sviluppo di Remember Me, pubblicato nel giugno del 2013 su Windows, PlayStation 3 e Xbox 360; a causa del poco successo commerciale del titolo, è stata costretta a ricorrere al finanziamento pubblico per lavorare ad un'avventura grafica chiamata Life Is Strange, suddivisa in cinque diversi episodi distribuiti durante il 2015.

## Storia
Dontnod Entertainment fu fondata nel giugno del 2008 da Alain Damasio, con il supporto di Aleksi Briclot, Hervé Bonin, Jean-Maxime Moris e Oskar Guilbert; il gruppo aveva lavorato insieme per studi come Criterion Games, Electronic Arts e Ubisoft.
Il primo videogioco ad essere pubblicato fu Remember Me, che riscosse pareri contrastanti da parte della critica specializzata; durante la lavorazione del titolo, gli sviluppatori ebbero alcune difficoltà nel trovare un editore che accettasse di finanziare un videogioco con una protagonista di sesso femminile.
Nel gennaio del 2014, alcune riviste e siti web riportarono che Dontnod Entertainment stesse per chiudere i battenti a causa delle poche vendite di Remember Me; i vertici dell'azienda affermarono di trovarsi nel mezzo di una procedura di "riorganizzazione giudiziaria" e che si sarebbero affidati ad un finanziamento pubblico per realizzare i progetti futuri.
Nel giugno del 2014 fu annunciato che l'azienda era al lavoro su un nuovo videogioco, che sarebbe stato pubblicato da Square Enix; ad agosto si scoprì che l'opera si sarebbe chiamata Life Is Strange e che sarebbe uscita nel corso del 2015.
Nel novembre del 2014 Dontnod Entertainment iniziò lo sviluppo di un videogioco ruolistico intitolato Vampyr, uscito poi nel giugno del 2018.
Nel dicembre del 2017 annunciò ufficialmente la produzione di Life Is Strange 2; tramite un trailer confermò l'uscita prevista per il settembre del 2018.
Nel giugno del 2022 l'azienda cambiò il proprio nome in Don't Nod Entertainment.
| Anno | Titolo                                     | Piattaforme                                              | Editore                 |
| ---- | ------------------------------------------ | -------------------------------------------------------- | ----------------------- |
| 2013 | Remember Me                                | Windows, PlayStation 3, Xbox 360                         | Capcom Ltd              |
| 2015 | Life Is Strange                            | Windows, PlayStation 4, Xbox One, Android, iOS           | Square Enix             |
| 2018 | Vampyr                                     | Windows, PlayStation 4, Xbox One, Nintendo Switch        | Focus Home              |
| 2018 | Le fantastiche avventure di Captain Spirit | Windows, PlayStation 4, Xbox One                         | Square Enix             |
| 2019 | Life Is Strange 2                          | Windows, PlayStation 4, Xbox One                         | Square Enix             |
| 2020 | Tell Me Why                                | Windows, Xbox One                                        | Xbox Studios            |
| 2020 | Twin Mirror                                | Windows, PlayStation 4, Xbox One                         | Bandai Namco            |
| 2023 | Harmony: The Fall of Reverie               | Windows, PlayStation 5, Xbox Series X/S, Nintendo Switch | Don't Nod Entertainment |
| 2023 | Jusant                                     | PlayStation 5, Windows, Xbox Series X/S                  | Don't Nod Entertainment |
| 2024 | Banishers: Ghosts of New Eden              | PlayStation 5, Windows, Xbox Series X/S                  | Focus Entertainment     |
| 2025 | Lost Records: Bloom & Rage                 | PlayStation 5, Windows, Xbox Series X/S                  | Don't Nod Entertainment |